# Çime, Sulusaray
Çime là một xã thuộc huyện Sulusaray, tỉnh Tokat, Thổ Nhĩ Kỳ. Dân số thời điểm năm 2011 là 185 người.